# Strešak
Strešak (cyr. Стрешак) – wieś w Serbii, w okręgu pczyńskim, w mieście Vranje. W 2011 roku liczyła 65 mieszkańców.